# Piper PA-16

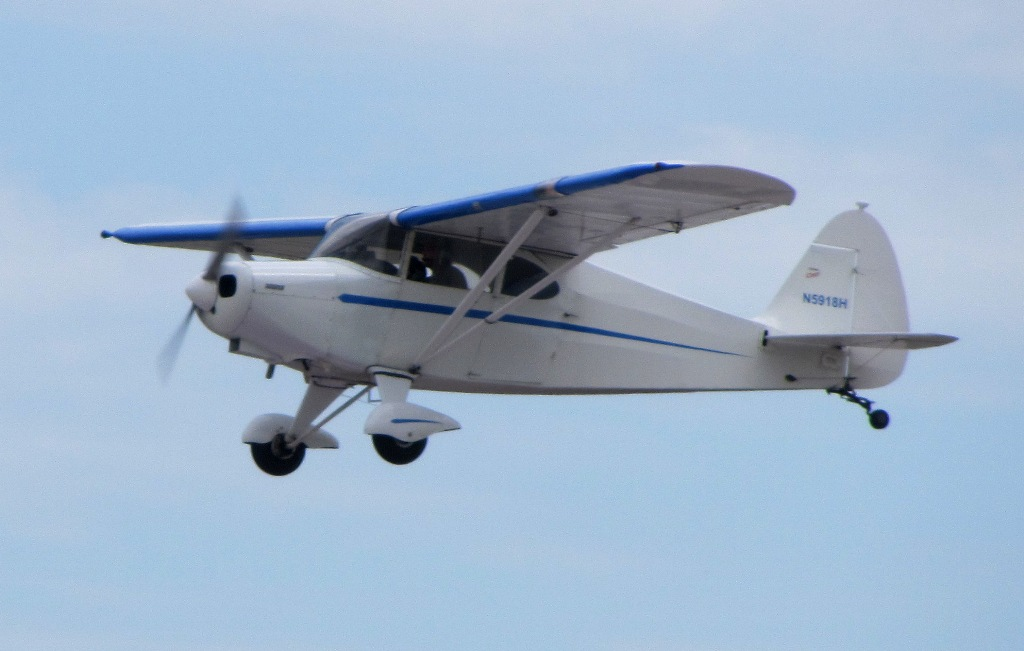
Piper PA-16 Clipper im Flug

Die Piper PA-16 Clipper ist ein einmotoriges, viersitziges Leichtflugzeug des US-amerikanischen Flugzeugherstellers Piper Aircraft Corporation.

## Geschichte
Aufgrund finanzieller Schwierigkeiten war Piper Ende der 1940er Jahre gezwungen, neue und wettbewerbsfähige Flugzeugmuster mit vorhandenen Bauteilen und Werkzeugen zu entwickeln. Aus dieser Notwendigkeit heraus entstanden die PA-15 Vagabond und die PA-16 Clipper. Dabei wird der PA-15 zugeschrieben, das Unternehmen gerettet zu haben.
Die Fluggesellschaft Pan Am nahm Anstoß an der Verwendung des Namens Clipper durch Piper, da sie ihre Flugzeuge traditionell mit dieser Bezeichnung versah. Auf Druck von Pan Am entwickelte Piper die PA-16 zur PA-20 Pacer weiter.

## Konstruktion
Die PA-16 Clipper ist eine verlängerte und verbesserte, viersitzige Version der PA-15. Des Weiteren ist sie mit einem zusätzlichen Flügeltank ausgerüstet und verfügt über eine zusätzliche Tür für die hinteren Sitze. Angetrieben wird sie von einem Lycoming O-235, der später auch bei der Cessna 152 zum Einsatz kam. Sie behielt jedoch die Steuerknüppel, die zu diesem Zeitpunkt der Standard bei Flugzeugen, die auf der Cub-Familie basierten, waren.

## Verkaufszahlen
Im einzigen Produktionsjahr wurden 736 PA-16 ausgeliefert. Der Preis lag bei 2995 US-Dollar (heute 34.036 US-$), während der durchschnittliche Marktpreis für ein viersitziges Flugzeug zu dieser Zeit etwa 5000 US-$ betrug.

## Zwischenfälle
- Am 3. September 1967 kollidierte über Oklahoma eine PA-16 mit einer Cessna P210N. Durch den folgenden Absturz starben der 42-jährige Pilot und drei Passagiere sowie die zwei Insassen der Cessna.[3]
- Am 27. Oktober 1968 prallte eine ERCO 415-C in der Nähe von Calipatria in Kalifornien bei einem Überholvorgang von hinten in die PA-16 eines 33-jährigen Flugschülers. Beide Maschinen stürzten ab, wobei die vier Insassen der beiden Maschinen ums Leben kamen.[4]
- Am 8. Juli 1993 kollidierte eine PA-16 beim Anflug auf Fairbanks mit einer PA-18. Infolge des Aufpralls brach bei beiden Maschinen die Stütze der jeweils linken Tragfläche und die Flugzeuge stürzten ab, wodurch beide Piloten getötet wurden. Bei einer toxikologischen Untersuchung stellte sich heraus, dass der Pilot der PA-16 alkoholisiert war.[5]

## Technische Daten

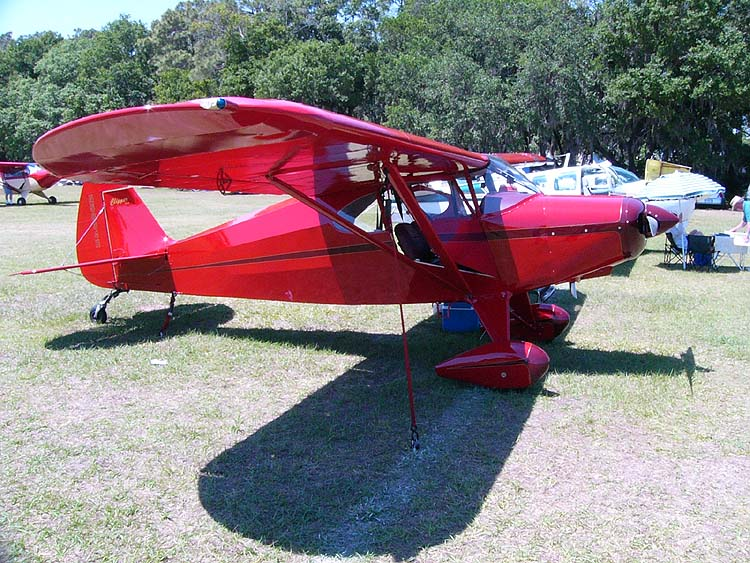
Piper PA-16 Clipper beim Sun ’n Fun, 2006

| Kenngröße             | Daten                                 |
| --------------------- | ------------------------------------- |
| Besatzung             | 1                                     |
| Passagiere            | 3                                     |
| Länge                 | 20,08 ft (6,12 m)                     |
| Spannweite            | 29,25 ft (8,92 m)                     |
| Höhe                  | 6,16 ft (1,88 m)                      |
| Leermasse             | 850 lb (386 kg)                       |
| max. Startmasse       | 1.650 lb (748 kg)                     |
| Reisegeschwindigkeit  | 102 kn (189 km/h)                     |
| Höchstgeschwindigkeit | 109 kn (202 km/h)                     |
| Dienstgipfelhöhe      | 11.000 ft (3.353 m)                   |
| Reichweite            | 417 NM (772 km)                       |
| Triebwerke            | 1 × Lycoming O-235 mit 115 PS (85 kW) |

## Erhaltene Exemplare
Obwohl nur relativ wenige Einheiten gebaut wurden, waren laut der Federal Aviation Administration im April 2018 in den Vereinigten Staaten noch 303 Maschinen in Betrieb.